# Łuzki (Sokołów)
Pour les articles homonymes, voir Łuzki.
Łuzki [ˈwuski] est un village polonais de la gmina de Jabłonna Lacka dans le powiat de Sokołów et dans la voïvodie de Mazovie, au centre-est de la Pologne.